# 新垣美登子
新垣 美登子（あらかき みとこ、1901年〈明治34年〉5月6日 - 1996年〈平成8年〉12月9日）は、日本の作家、美容師。
作家としての代表作は、処女作の『花園地獄』、『黄色い百合』など。甥はレーザー医学の第一人者とされる医師の大城俊夫。

## 経歴

### 誕生 - 学生時代
沖縄県那覇区上之蔵で誕生した。小学校4年生の頃から文学を愛好した。沖縄県立高等女学校に入学後、昼間は県立図書館に入り浸りとなり、当時の県立図書館の館長を務めていた伊波普猷との出会いがあった。大正デモクラシーの最中の女学生には、読書好きが多かったが、特に美登子はその筆頭といえ、女学校2年のとき『チャタレイ夫人の恋人』を読み、大人を真似てフランスやイギリス文学にも手を伸ばしていた。このとき同級生であった金城芳子は、後年まで親交を持った、
女学校を卒業後、日本女子大学国文学科へ進学した。2年のときに病気を患い、帰郷して療養したが、その最中にも、伊波普猷による文学会「伊波塾」へ通い、伊波に強い感化を受けた。

### 美容業・文筆業
1922年（大正11年）に再上京、放浪詩人である池宮城積宝と結婚した。しかし夫の放浪癖のため、結婚生活はわずか3か月で破綻した。2子をもうけていた美登子は、帰郷を経て生活のために上京、マリールイズ美容学校で学び、日本髪や花嫁の着付けの免許を取り、美容師となった。
1930年（昭和5年）、那覇で伊波が勉強会を開いていた家で、「うるま美粧院」を開業した。髪結いを職業とする女性は数人いたものの、美容師としては美登子が初めてであった。その一方で文筆業として、1935年（昭和10年）より琉球新報に『花園地獄』の連載を始めた。夕方の美容院の奥座敷には、新聞記者や文学同好者らの男性たちが集い、遊郭遊びの話などを楽しんでいたことから、その遊郭の情景を詳細に書き出したものであった。
戦中には美容師として、パーマネント規制の目を盗んで、数多くの女性たちのパーマを手がけて経験を積んだ。長男が戦死、次男が失踪という悲劇に見舞われたが、戦後にまた自分のできることを始めるべく、戦中に培ったパーマの腕をいかし、「みと美粧院」を開業した。1959年（昭和34年）には那覇市上之蔵町に「琉球高騰美容専門学校」を創立して、自ら校長を務め、多くの後身を育成した。
また文筆業においても、1954年（昭和29年）より沖縄タイムスで、小説『黄色い百合』の連載を開始した。大正期の素封家を題材とした作品であり、昭和初期までの女性が「男の子供を産む存在」「家を継ぐ者を産むための存在」であったこと、また家計における血統の重要性を民俗学的観点から書き出した作品であった。

### 晩年
1965年（昭和40年）、糖尿病がもとでの眼底出血により失明した。文字の書けない生活を、ラジオを相手に耐え抜いた。視覚を失った生活においても衰えない創作意欲をもって、『黄色い百合』を単行本にまとめ、1967年（昭和42年）に発行した。
失明のために一時は死をも考えたが、1979年（昭和54年）に目の手術を受け、左目のみではあるが奇跡的に視力が回復し、新聞紙上で話題となった。1980年（昭和55年）に80歳にして随筆集『人生紀行』を刊行、1983年（昭和58年）には自伝小説『哀愁の旅』を琉球新報に連載した。1996年（平成8年）12月、95歳で死去した。

## 人物・評価
美容師としては、当時はまだ珍しかったパーマネントなどを店で取り入れることで、評判を呼び、当時のファッションリーダーともいえる存在であった。店内は常に女性客で賑わい、美登子自身も仕事着ではなく派手なドレスと洋風の髪と化粧といった姿で、弟子たちを指示しつつ仕事をこなしていた。人をもてなす技術にも長け、訪問者にはすぐ料理を作って酒を勧め、自然に歓待した。
作家としては、遊女にこだわる作風が特徴であった。得意とする人物構成は夫、妻、夫の愛人であり、また未亡人の設定も重要な題材として選んでいた。自身も「燃えるような恋をし、自由な恋愛に生きたい」との信条を抱いてたことから、常にそのような女性を描こうとした。遊女や未亡人を描くことにより、女性が思うままに生きられない不自由さを照らし出すことで、女性の自己発見を描き出そうとしたのではないか」との指摘もある。
沖縄大学地域研究所特別研究員である佐久本佳奈は『黄色い百合』について「男性作家が書いてこなかった領域をこの女性作家が書き、その領域が占領空間の複数性を想像させるに値する」と述べている。遊郭は題材としては重い部類に入るが、不自由な立場にある女性が悲運に終わらず、常にある種のハッピーエンドに終わっていたことも特徴である。

### 受賞・表彰歴
- 1972年（昭和47年） - 厚生大臣賞（美容教育の功績による）[19]
- 1980年（昭和55年） - 沖縄タイムス社 文学功労賞[14]
- 1982年（昭和57年） - 勲六等宝冠章[1]

## 著作
- 『人生紀行』久茂地文庫、1982年3月。 NCID BB06443832。
- 『哀愁の旅』松本タイプ出版部、1983年9月。 NCID BA66925335。
- 三木健 編『新垣美登子作品集』ニライ社、1988年5月。 NCID BN02656304。